# 奇萊北峰
奇萊山的最高峰奇萊主山北峰，亦可稱奇萊北峰、奇萊山北峰，位於臺灣花蓮縣秀林鄉富世村，海拔高度3,607公尺，隸屬太魯閣國家公園管轄。因西北、東北、南三面為斷崖，因此在台灣百岳名山之中列入「五嶽三尖一奇」之一奇，以及被選為「十峻」之一，奇萊連稜上的最高峰，設有一等三角點，位在中央山脈主脊往東伸出往太魯閣大山的支脈上。

## 地形
奇萊山區除奇萊北峰外，尚由奇萊主峰（標高3,560公尺）、卡羅樓斷崖、屏風山稜線等形成一系列綿延雄偉的山峰，北稜接屏風山稜線，西稜銜合歡群峰，南稜連能高群巒，東稜有太魯閣山系。奇萊北峰為一近似三角形山體，東邊有一小型副峰，與副峰之間形成一長溝；形如西北面峭壁，東北面長溝，及南面的較緩山坡；過去有用“奇萊北壁下屏風”或是“屏風上奇萊北壁”，比較像是名稱上的誤用，因為奇萊北峰的北部路線為一稜脊通往屏風山。
從合歡山遠望奇萊北峰西北壁，常因背對陽光而顯龐大，看起來一片漆黑，山嶽氣勢懾人；再者，奇萊山素以險峻著名，氣候錯綜複雜，雲霧變幻莫測，是台灣發生最多山難的山區，所以有「黑色奇萊」的稱號。
但是，隨著太魯閣國家公園的成立以及合歡山景區的開發，越來越多人踏足這個山區，奇萊山也逐漸揭開了神祕的面紗。美麗巍峨的奇萊，成了許多愛山人流連忘返、一再拜訪的熱門山區。
其中山友最常走的，就是奇萊北峰與奇萊主山合走的「奇萊主北」行程。奇萊北峰是奇萊連峰中最高的山峰，山形尖銳險峭，因而被列為「十峻」之一。奇萊主山的山形亦俊秀雍容，雖高度比北峰略低，但其氣勢也毫不遜色，其綿延草原景色與奇萊山北峰猙獰之岩壁景觀呈現一大對比。
由於近年山徑與山屋的開發，使得奇萊主北的難度比起早年降低了許多，但本山區的氣候變化多端，午後常有雲霧風雨，加以攀上奇萊主稜的山路十分陡峭，仍是登山者須特別注意自身安全的一條路線。

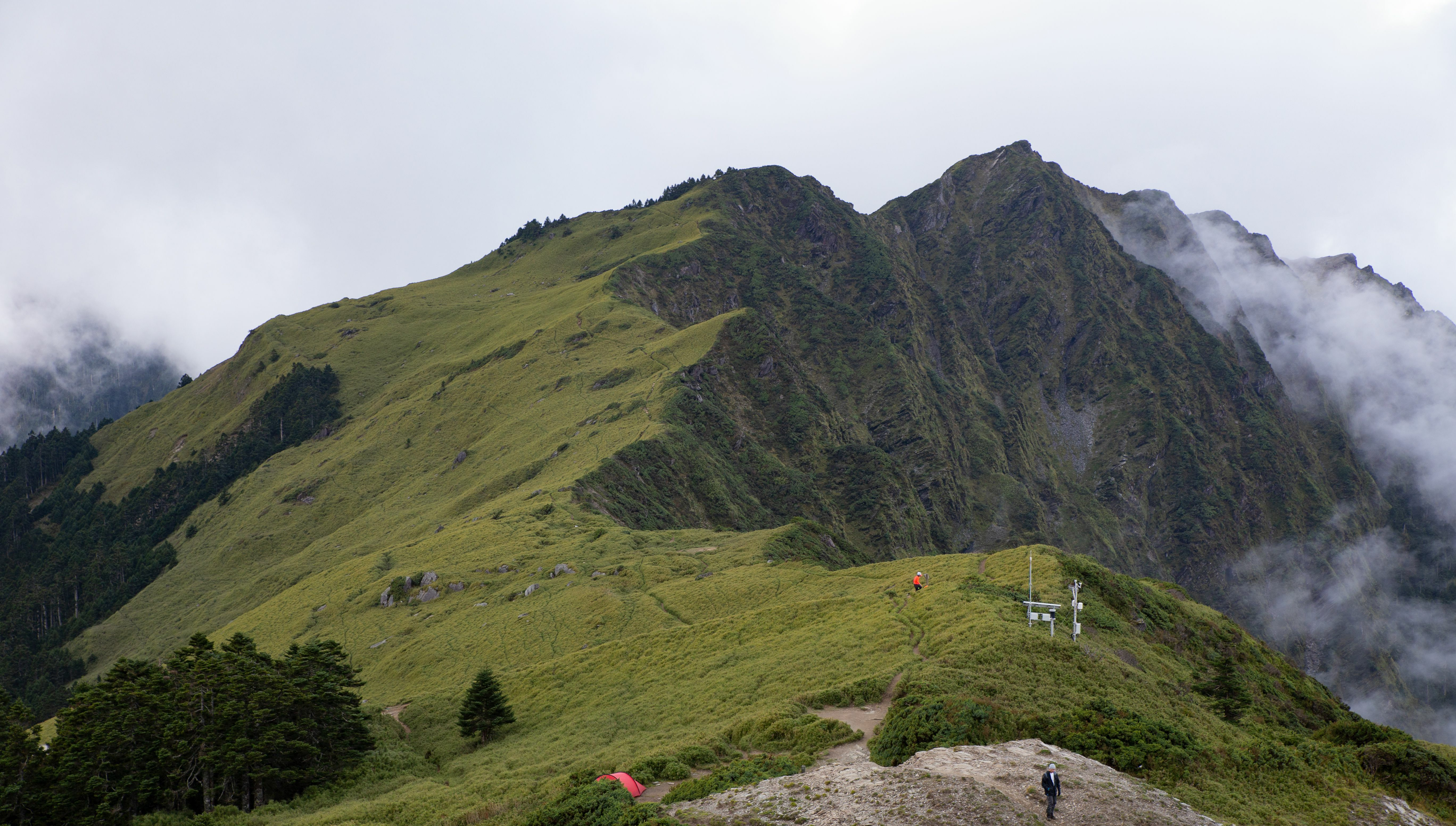
自稜線山屋向南看奇萊稜線（奇萊池山）

## 山屋
- 黑水塘山屋

位於在奇萊山步道3.7K處，位於合歡山與奇萊山之間最低鞍部，太管處提供10個床位申請，但約可宿15人，山屋外腹地則約可容納3頂帳篷，附近有黑水塘，池水呈咖啡色，水質略差。
- 成功山屋

位於奇萊山步道4.8K處，位於成功二號堡下方，由成功三號堡原址改建，太管處提供34個床位申請，但約可宿40人，山屋旁即有溪水，水源穩定且水質佳，另設有簡易廁所及太陽能照明。
- 奇萊山屋（奇萊稜線山屋）

位於奇萊山步道6.6K終點，共有2間，太管處提供8個床位申請，但約可宿10人，山屋附近無活水源，需下切落差約110公尺處取水，也設有簡易廁所及太陽能LED照明。
黑水塘山屋、成功山屋及奇萊山屋，在申請入園時可同時申請山屋，以核准入園先後順序排定床位，不採抽籤方式。

## 外部連結
- 台灣國家公園入園入山線上申請服務網（页面存档备份，存于）
- 健行筆記Hiking Biji（页面存档备份，存于）